# Марко ді Меко
Марко ді Меко (італ. Marco Di Meco; нар. 5 лютого 1982, К'єті ) — італійський композитор, флейтист і поет.

## Біографія
Його інтерес до музики почався з традиційного музичного інструменту.
У листопаді 2013 року він підписав з Wide Sound лейбл, щоб записати свій перший альбом 5 Colori як сольний виконавець.

За цим альбомом пішов альбом Rosalinda, що вийшов у 2015 році для того ж лейблу.
Він присутній у 10 кращих італійських джазових флейтистах, нагороджених JAZZIT Awards 2015. 
У квітні 2016 року вийшов новий студійний альбом Lucilla для Wide Sound, розповсюджений I.R.D International. 
Альбом виходить у чарти Франції.  У лютому 2018 року він опублікував альбом «Против капіталізму Première Symphonie». 

## Дискографія
- 5 Colori (2014)
- Rosalinda (2015)
- Lucilla (2016)
- Against Capitalism: Première Symphonie (2018)

## Твори (поезія)
- Luci di luna, (2005)
- Il Passo delle Sensazioni, (2005)
- Teatro evanescenza, (2006)
- Le isterie di Jennifer, (2012)
- Artemisia, la rana pittrice e la farfalla, (2014)
- Negativi ed altri versi, (2014)
- Intermezzo, (2017)
- Rime, (2018)